# Gatsbys American Dream
Gatsbys American Dream é uma banda estadunidense de rock progressivo formada em Seattle em 2002. Seu nome originou-se da obra The Great Gatsby de Scott Fitzgerald. Apesar de ser considerado difícil classificar a banda em somente um sub-gênero do rock, citasse como influências o rock alternativo, pop rock, indie pop, indie rock, post hardcore e punk pop.

## História
Gatsbys começou com o término das bandas One Point Two e Good For Nothing. Bobby Darling era guitarrista do One Point Two e encontrou-se com Nic Newsham e Ryan Van Wieringen, que eram vocalista e guitarrista respectivamente do Good For Nothing. Reuniram-se com eles ainda Kirk Huffman (anteriormente em K Through Six) no baixo e Dustin McGhye na bateria.
Quando Kaylan Cloyd da banda Acceptance teve acesso a gravação demo de Gatsbys, ele a levou para as mãos do dono da Rocketstar Recordings, Darrick Bourgeois. Logo após ele assinaram com a gravadora e trabalharam com o produtor Aaron Sprinkle para gravar seu primeiro álbum Why We Fight (2002). Sua primeira apresentação contava com um público superior à 500 pessoas, devido principalmente a extensa promoção da banda pela Rocketstar.
Após o lançamento do álbum a bana foi reformulada, com a saída de McGhye para a entrada de Rudy Gajadhar (ex-integrante das bandas Waxwing e Bugs in Amber) na bateria. Em 2003 a banda lançou seu segundo trabalho, Ribbons and Sugar, um álbum conceitual baseado na fábula A Revolução dos Bichos, de George Orwell. Tornou-se aparente à critica e ao público geral que referências à literatura nas letras da banda era algo a ser esperado, e qua a banda valorizava experimentações do pop, optando por diferentes marcações de compasso e mudanças de tempo. Após tal álbum acabaram seu contrato com a Rocketstar.
Após o lançamento receberam diversas ofertas de outras gravadoras, mas acabaram assinando com a LLR Records. Lançaram In The Land Of Lost Monsters. A banda, nada confortável com o fato das gravadoras insistirem em mudanças no som da banda, relutaram, continuando a escrever canções como queriam. Newsham inclusive escreveu letras do álbum com referências às críticas da banda para com as gravadoras.
Meses após o lançamento do álbum, a banda assinou contrato com a Fearless Records, que já havia trabalho com bandas como At The Drive-In. Com o álbum de 2005 Gatsbys American Dream and the Volcano, tornou-se claro que a banda havia progredido musicalmente em relação a outras banda do gênero. Enquanto em turnê para a promoção do álbum, Kyle O'Quin tornou-se membro da banda, assim como Ryan Van Wieringen.

## Integrantes

### Formação atual
- Nic Newsham - vocal
- Bobby Darling - guitarra
- Ryan Van Wieringen - guitarra
- Kirk Huffman - baixo e vocal
- Rudy Gajadhar - bateria e percussão
- Kyle O'Quin - teclado

### Ex-membros
- Dustin McGhye
- Joey Atkins

## Discografia

### Álbuns
- Why We Fight (Rocketstar, 2002)
- Ribbons and Sugar (Rocketstar, 2003)
- Volcano (Fearless, 2005)
- Gatsbys American Dream (Fearless, 2006)

### Singles e EPs
- In The Land Of Lost Monsters (LLR, 2004) (EP)
- "Volcano" Bonus Disc (Fearless, 2005) (EP)

### Compilações
- A Santa Cause: It's A Punk Rock Christmas (Immortal, 2003)
- In Honor: A Compilation to Beat Cancer (Vagrant Records, 2004)
- Punk Goes 80's (Fearless, 2005)
- Warped Tour 2005 Compilation (SideOneDummy, 2005)
- Music On The Brain Vol. 2 (Smartpunk, 2005)
- Taste of Christmas (Warcon, 2005)
- Music On The Brain Vol. 3 (Smartpunk, 2006)
- Paupers, Peasants, Princes & Kings: The Songs Of Bob Dylan (Doghouse Records, 2006)